# Richard von Schwerin
Richard von Schwerin (Peitschendorfswerder, 24 maggio 1892 – Dobrock, 23 luglio 1951) è stato un generale tedesco della Wehrmacht durante la seconda guerra mondiale.

## Biografia
Richard era figlio del presidente del distretto di Sensberg, il conte Georg von Schwerin (1856-1923). Suo nonno, era stato deputato del medesimo distretto Otto Engelhard von Schwerin e, prima di suo padre, l'aveva amministrato come presidente dal 1868 al 1892.
Il giovane conte von Schwerin prese parte alla prima guerra mondiale nell'esercito imperiale tedesco, giungendo al grado di tenente nel maggio del 1918. Dopo la guerra entrò a far parte del Reichswehr, venendo assegnato al 9º reggimento di fanteria e venendo promosso capitano il 1º dicembre 1926. All'inizio della seconda guerra mondiale, von Schwerin venne nominato tenente colonnello (dal 1 ° marzo 1937) e comandante del 212º reggimento di fanteria.
Il 14 gennaio 1942, ricevette il comando della 79ª divisione di fanteria che intervenne nella battaglia di Stalingrado del 20 ottobre 1942 dove ebbe modo di distinguersi per una condotta alquanto ambigua: impegnò infatti i suoi uomini senza alcun ritegno per le perdite che essi andarono a subire, sapendo di spedirli a morte certa. Un suo sottoposto, il capitano Welz, arguì che tale comportamento fosse probabilmente dovuto al fatto che egli desiderasse ottenere la croce di cavaliere della croce di ferro, anche se a spese dei suoi soldati. Tale ipotesi, nell'idea di Welz, era suffragata dal fatto che il comandante si mantenne sempre alla distanza di 10 km rispetto a dove i suoi uomini dovevano agire, rendendo così per lui impossibile valutare le azioni del corpo correttamente come avrebbe dovuto.